# Alfred Oehler

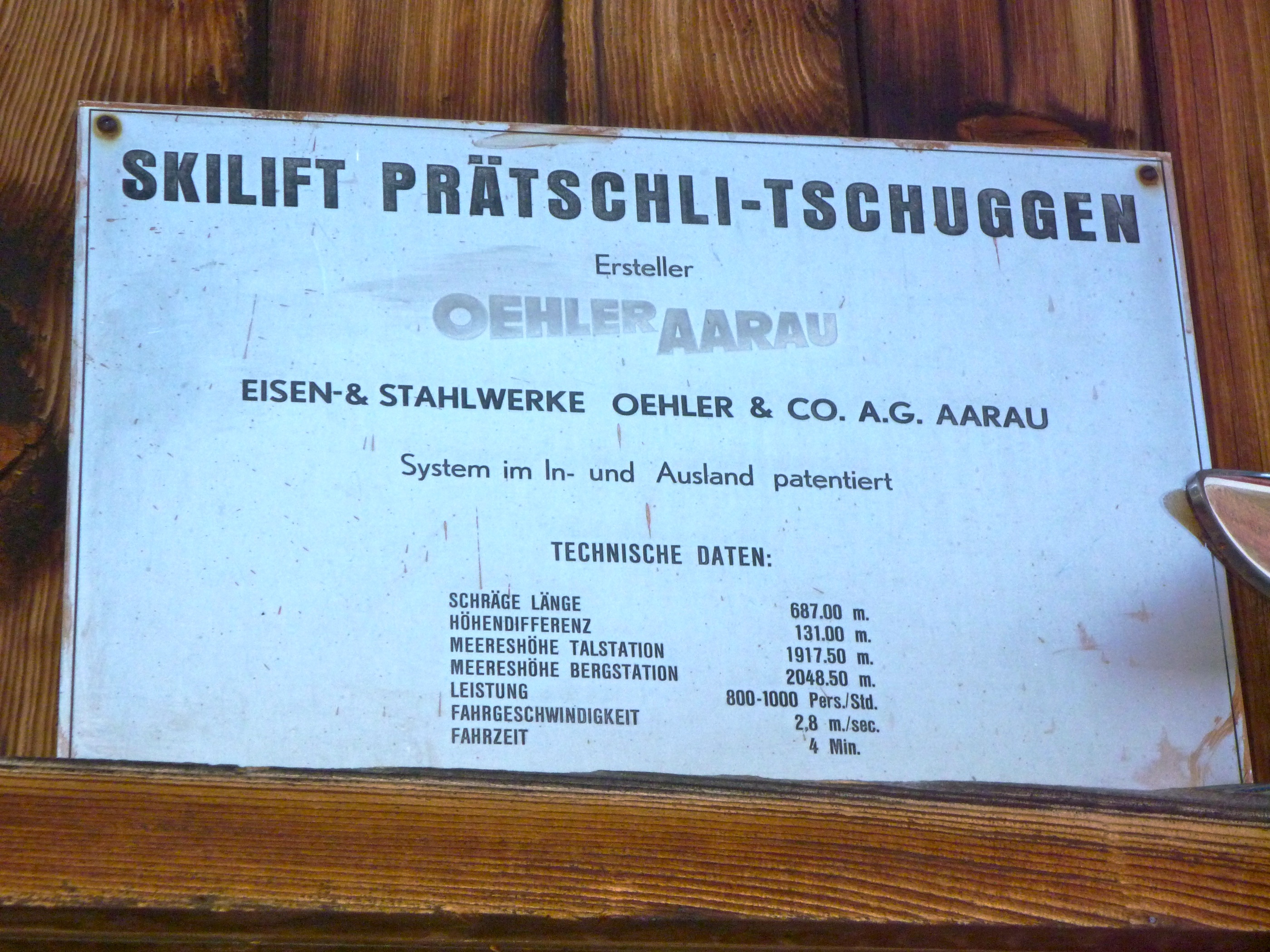
Oehler Aarau: Skilift Prätschli–Tschuggen, Arosa

Alfred Oehler (* 29. März 1883 in Wildegg, Kanton Aargau; † 11. Oktober 1974 in Aarau) war ein Schweizer Industrieller und Pionier des Elektrostahlgusses.

## Leben und Werk
Alfred Oehler wurde als Sohn des Alfred Oehler und der Adele Osthuess in Wildegg geboren. Sein Vater hatte 1881 mit Robert Zschokke die mechanische Werkstätte Oehler & Zschokke in Wildegg (später Oehler & Co. Aarau) gegründet, welche Rollbahnen, Baumaschinen und Seilbahnen herstellte.
Nach der Lehre im väterlichen Betrieb besuchte er das Technikum in Burgdorf (heute Fachhochschule Bern), wo er von 1902 bis 1904 Maschinenbau und Elektrotechnik studierte. Anschliessend studierte er bis 1906 Metallurgie an der Technischen Hochschule in Aachen und schloss als Giesserei-Ingenieur ab. Er absolvierte ein Giessereipraktikum in Pittsburgh (Pennsylvania) und trat nach seiner Rückkehr 1907 in die Eisenwerke Oehler & Co. ein, die er 1908 übernahm. Er war bis 1955 in der Geschäftsleitung und bis 1968 Verwaltungsratspräsident.
Daneben übte Verwaltungsratsmandate von Banken und Industrieunternehmen in Aarau aus (Allgemeine Aargauische Ersparniskasse usw.). Als Spezialist für Elektrostahlguss konnte er die Kriegs- und Krisenjahre mit der Herstellung von Giessereiprodukten und Fördermaschinen überwinden. Für die Schweizer Armee entwickelte er Militärseilbahnen. Im Sinne einer Nachfolgeplanung beteiligte er ab 1938 die Georg Fischer AG am Familienbetrieb, die ab 1969 zu deren Tochterfirma wurde.
Oehler besuchte im Spätsommer 1916 die österreichische Gebirgsfront und studierte die dortigen Seilbahnen. Von 1926 bis 1932 war er Kommandant des Aargauer Infanterieregiments 23. Im Mai 1940 wurde er vom Geniechef der Armee als Seilbahnfachmann in seinen Stab kommandiert. Als Chef des Stabes Seilbahndienst der Armee SBD baute er mit einem kleinen Stabsteam den neu gegründeten Seilbahndienst der Armee auf. Bis November 1943 wurden 118 normierte Militärseilbahnen projektiert, konstruiert, aufgebaut und von HD-Seilbahndetachementen betrieben. «Seilbahnoberst» Oehler besichtigte alle Bahnen zu Fuss oder mit Ski. Die Seilbahnindustrie und seine Konkurrenten konnten in dieser Zeit von seinen ihnen frei zur Verfügung gestellten Plänen, Studien und Erfahrungen profitieren.

## Schriften
- Die Transportanlagen zum Bau der Staumauer für das Barberine-Kraftwerk der S.B.B. In: Schweizerische Bauzeitung 81 (1923), Heft 6 (10. Februar), S. 61–64; Heft 7 (17. Februar), S. 77–80; Heft 8 (24. Februar), S. 91–93 (Digitalisat 1; Digitalisat 2; Digitalisat 3 in E-Periodica).
- Die Militär-Seilbahnen der schweizerischen Armee im Weltkrieg 1939 bis 1945. In: Schweizerische Bauzeitung 127/128 (1946), Heft 7 (17. August), S. 77–80 (Digitalisat in E-Periodica).